# Пирсагатское водохранилище
Пирсагатское водохранилище (азерб. Pirsaat su anbarı, Pirsaatçay su anbarı) — водохранилище в Азербайджане, расположенное на реке Пирсагат. Введено в эксплуатацию в 1964 году.

## Описание
Общий объём водохранилища составляет 16,9 миллионов м³, из которых 11,8 миллионов м³ является полезным объёмом.
Водохранилище используется для регулирования воды в реке Пирсагат, и орошения территории Сальянского района. По состоянию на 1983 год, водой из Пирсагатского водохранилища орошалось 7,4 тысяч га территории района.